# Classe ATC D06
La classe ATC D06, dénommée « Antibiotiques et agents chimiothérapeutiques à usage dermatologique », est un sous-groupe thérapeutique de la classification anatomique, thérapeutique et chimique, développée par l'OMS pour classer les médicaments et autres produits médicaux. La classe ATC vétérinaire correspondante dans la classification ATCvet est QD06. Le sous-groupe présenté ici est celui établi par l'OMS, et peut donc différer des versions dérivées utilisées dans certains pays. Il fait partie du groupe anatomique D de la classification, intitulé « Dermatologie ».

## D06A Antibiotiques à usage topique

### D06AA Tétracyclines et dérivés
D06AA01 Déméclocycline
D06AA02 Chlortétracycline
D06AA03 Oxytétracycline
D06AA04 Tétracycline
« QD06AA52 » Chlortétracycline, associations
« QD06AA53 » Oxytétracycline, associations
« QD06AA54 » Tétracycline, associations

### D06AX Autres antibiotiques à usage topique
D06AX01 Acide fusidique
D06AX02 Chloramphénicol
D06AX04 Néomycine
D06AX05 Bacitracine
D06AX07 Gentamicine
D06AX08 Tyrothricine
D06AX09 Mupirocine
D06AX10 Virginiamycine
D06AX11 Rifaximine
D06AX12 Amikacine
D06AX13 Rétapamuline
D06AX14 Ozénoxacine
« QD06AX99 » Autres antibiotiques à usage topique, associations

## D06B Agents chimiothérapeutiques à usage topique

### D06BA Sulfamides
D06BA01 Sulfadiazine d'argent
D06BA02 Sulfathiazole (en)
D06BA03 Mafénide
D06BA04 Sulfaméthizole (en)
D06BA05 Sulfanilamide
D06BA06 Sulfamérazine (en)
« QD06BA30 » Associations d'agents chimiothérapeutiques à usage topique
D06BA51 Sulfadiazine d'argent en association
« QD06BA53 » Mafénide en association
« QD06BA90 » Formosulfathiazole
« QD06BA99 » Sulfamides, association

### D06BB Antiviraux
D06BB01 Idoxuridine (en)
D06BB02 Tromantadine (en)
D06BB03 Aciclovir
D06BB04 Podophyllotoxine
D06BB05 Inosine
D06BB06 Penciclovir
D06BB07 Lysozyme
D06BB08 Ibacitabine (en)
D06BB09 Édoxudine (en)
D06BB10 Imiquimod
D06BB11 Docosanol
D06BB12 Sinécatechines
D06BB53 Aciclovir, associations

### D06BX Autres agents chimiothérapeutiques
D06BX01 Métronidazole
D06BX02 Mébutate d'ingénol (en)

## D06C Antibiotiques et agents chimiothérapeutiques, associations
Groupe vide